# Armée de terre
 (août 2017).
Si vous disposez d'ouvrages ou d'articles de référence ou si vous connaissez des sites web de qualité traitant du thème abordé ici, merci de compléter l'article en donnant les références utiles à sa vérifiabilité et en les liant à la section « Notes et références ».
L’armée de terre, la force terrestre, les forces terrestres — ou en simplifiant par application d’une tradition linguistique dans certains pays l’armée — est une des composantes des forces armées d'un État, combattant principalement au sol. Les forces terrestres peuvent être transportées dans les airs, comme cela peut être le cas des troupes aéroportées selon les circonstances, ou bien sur des bateaux, en prévision d'un débarquement ou d'un transbordement par exemple.

## Historique

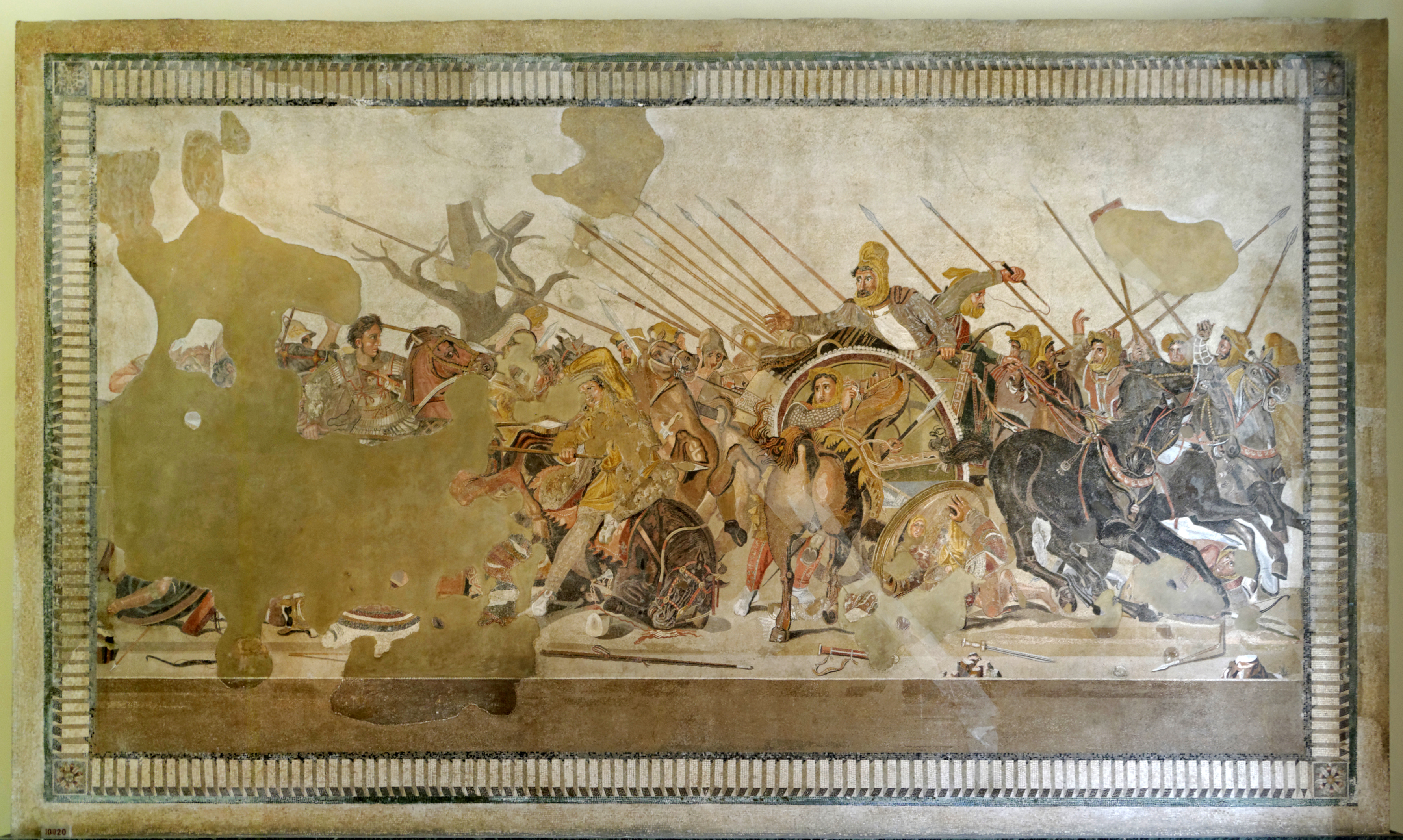
Opposant l'armée macédonienne à l'armée perse, bataille d'Issos en, représentée sur la mosaïque d'Alexandre de la maison du Faune à Pompéi.

Les forces terrestres ont constitué généralement, dans les organisations sociales les plus anciennes, la première force armée créée. D'ailleurs encore aujourd'hui, « armée de terre » et « armée » — d’une nation — font souvent l'objet de confusion. Rapidement, les puissances de l'Antiquité se sont également dotées de marines de guerre.
L'infanterie a constitué jusqu'à la mécanisation des armées au début du XXe siècle la principale force de combat des armées.
On distingue dans les armées professionnelles trois types d'armes (ou services), les armes de mêlée au contact direct avec l'ennemi (infanterie, cavalerie), d'appui soutenant le combat (artillerie, génie militaire) et de soutien (service de santé, transmissions, logistique militaire).

## Force terrestre et environnement
Depuis la Première Guerre mondiale, et avec l'industrialisation de l'armement, les armées de terre ont été conduites à acheter et stocker de grandes quantités de matériel lourd, véhicules et munitions.
Se posent donc les questions du démantèlement en fin de vie et du devenir des déchets militaires issus de ce démantèlement pour l'environnement.
Les enjeux financiers et quantitatifs sont importants. À titre d'exemple, l’Armée de terre française avait déjà en 2008 un stock de plus de 250 000 matériels et équipements désaffectés (soit 28 250 tonnes en tout), surtout constitué de 5 735 véhicules non blindés (17 891 tonnes), de 236 blindés (5 665 tonnes) et de 5 093 matériels du génie (3 875 tonnes). En outre, de 10 000  à   12 000 tonnes de matériels supplémentaires sont sorties du service chaque année entre 2008 et 2015, soit 90 000 tonnes au total, ce qui nécessite des capacités de stockage tampon aux normes « ICPE ».
La revente des métaux au cours de 2008 correspond, pour environ 25 000 tonnes d’acier recyclable et 5 000 tonnes d’aluminium, à environ 50 millions d'euros. Si le cours des métaux est élevé, cette somme peut rembourser et dépasser les frais de dépollution, démantèlement et traitement des déchets ultimes.

## Liste des forces terrestres

### Historique
- Armée macédonienne
- Armée perse sous Darius III
- Armée romaine
- Armée aztèque
- Armée ottomane
- Armée commune, une des composantes des forces terrestres austro-hongroises
- Armée impériale russe
- Armée impériale allemande
- Armée impériale japonaise
- Armée impériale brésilienne

### Armées de terre d'Amérique

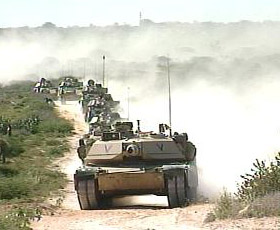
Colonne de chars M1A1 Abrams et M2 Bradley de l'Armée de terre des États-Unis en Somalie en janvier 1994.

- Armée argentine
- Barbados Regiment
- Armée brésilienne
- Armée canadienne
- Armée du Chili
- Armée nationale colombienne
- United States Army
- Armée de terre guatémaltèque
- Armée mexicaine
- Armée péruvienne
- Armée de terre du Salvador
- Armée de terre vénézuélienne

### Armées de terre d'Asie
- Armée nationale afghane
- Armée de terre saoudienne
- Force terrestre royale de Bahreïn
- Armée de terre bangladaise
- Armée de terre birmane
- Armée de terre chinoise

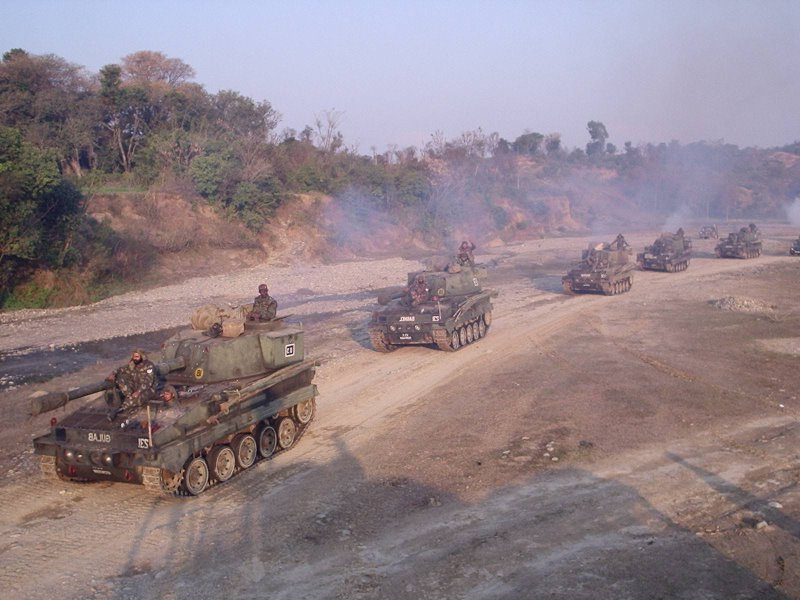
Canons automoteur de l’Armée indienne.

- Forces terrestres populaires de Corée (Corée du Nord)
- Armée de terre de la république de Corée (Corée du Sud)
- Armée de terre des Émirats arabes unis
- Armée de terre indienne
- Armée de terre indonésienne
- Armée de terre iranienne
- Forces terrestres israéliennes
- Force terrestre d'autodéfense japonaise
- Armée royale jordanienne
- Armée de terre koweïtienne
- Forces terrestres libanaises
- Armée royale d'Oman
- Armée de terre pakistanaise
- Armée philippine
- Forces terrestres qatariennes
- Armée syrienne
- Armée de terre de la république de Chine (Taïwan)
- Armée royale thaïlandaise
- Armée de terre turque

### Armées de terre d'Afrique
- Armée de terre sud-africaine
- Forces terrestres algériennes
- Forces terrestres du Botswana
- Armée de terre (Côte d'Ivoire)
- Armée de terre de Djibouti
- Armée de terre égyptienne
- Armée de terre gabonaise
- Armée nationale libyenne
- Armée royale (Maroc)

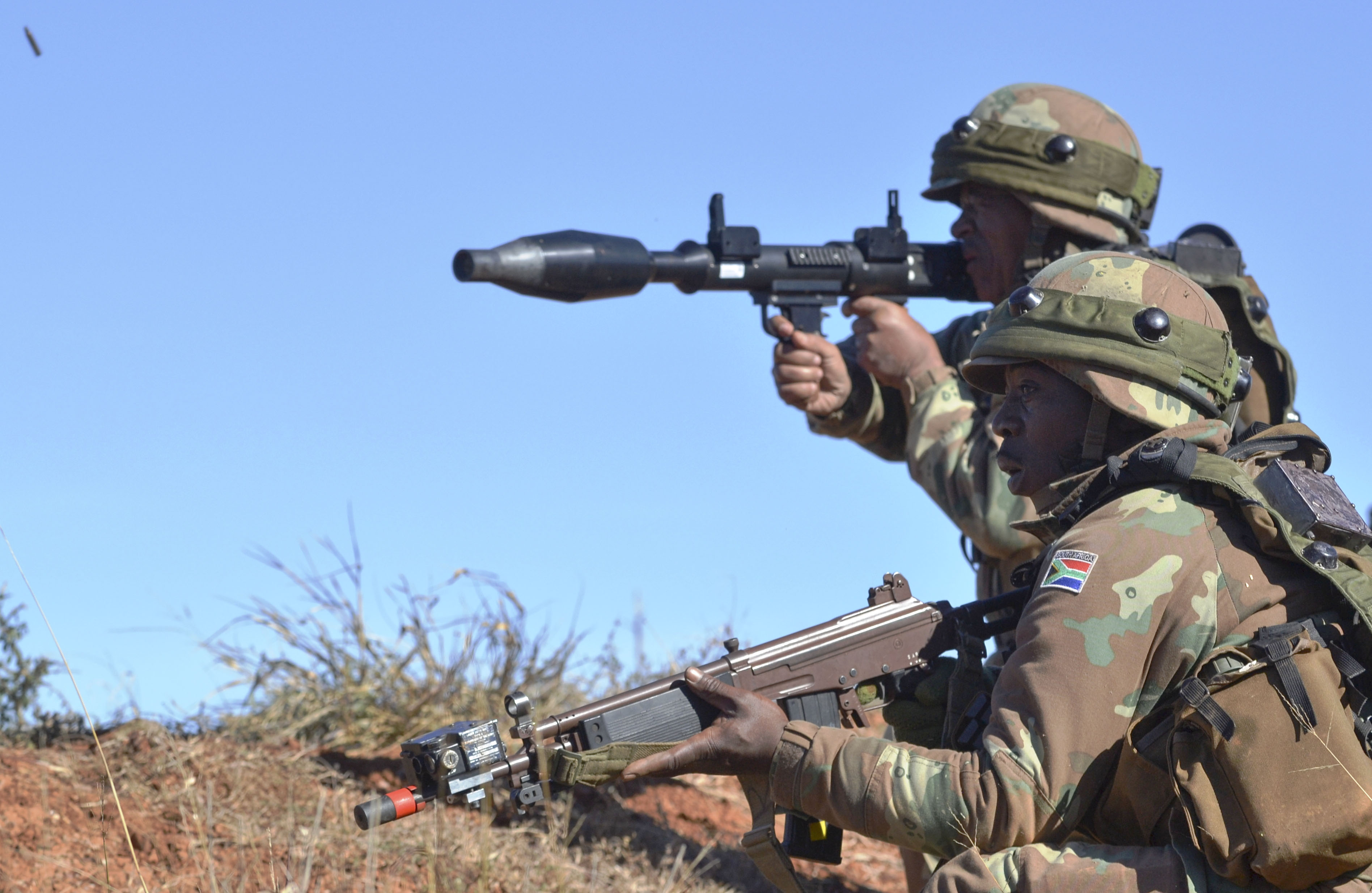
Militaires sud-africains en 2013, l'un avec un lance-roquettes et l'autre avec un fusil d’assaut Vektor R4.

- Armée de terre de la république démocratique du Congo
- Armée de terre sénégalaise
- Forces de défense du peuple tanzanien
- Armée de terre tchadienne
- Armée de terre togolaise
- Armée de terre tunisienne

### Armées de terre d'Europe
- Force terrestre albanaise
- Heer (Allemagne)
- Armée arménienne
- Bundesheer autrichienne (en allemand : Österreichisches Bundesheer)
- Composante terre (Belgique)
- Forces terrestres bulgares
- Forces terrestres de la république de Croatie
- Armée de terre espagnole (en espagnol : Ejército de tierra)
- Armée de terre estonienne
- Armée de terre finlandaise (en finnois : Maavoimat Suomen)
- Armée de terre française
- Armée hellénique (Grèce)
- Forces terrestres hongroises
- Armée de terre italienne (en italien : Esercito italiano)
- Force terrestre moldave
- Garde suisse pontificale
- Force terrestre polonaise (en polonais : Wojska Lądowe)
- Armée portugaise (en portugais : Exército português)
- British Army
- Forces terrestres de la fédération de Russie
- Forces terrestres (Serbie) (en serbe : Kopnena Vojska)
- Forces terrestres de la République slovaque
- Armée de terre suédoise
- Armée suisse (Forces terrestres suisses)

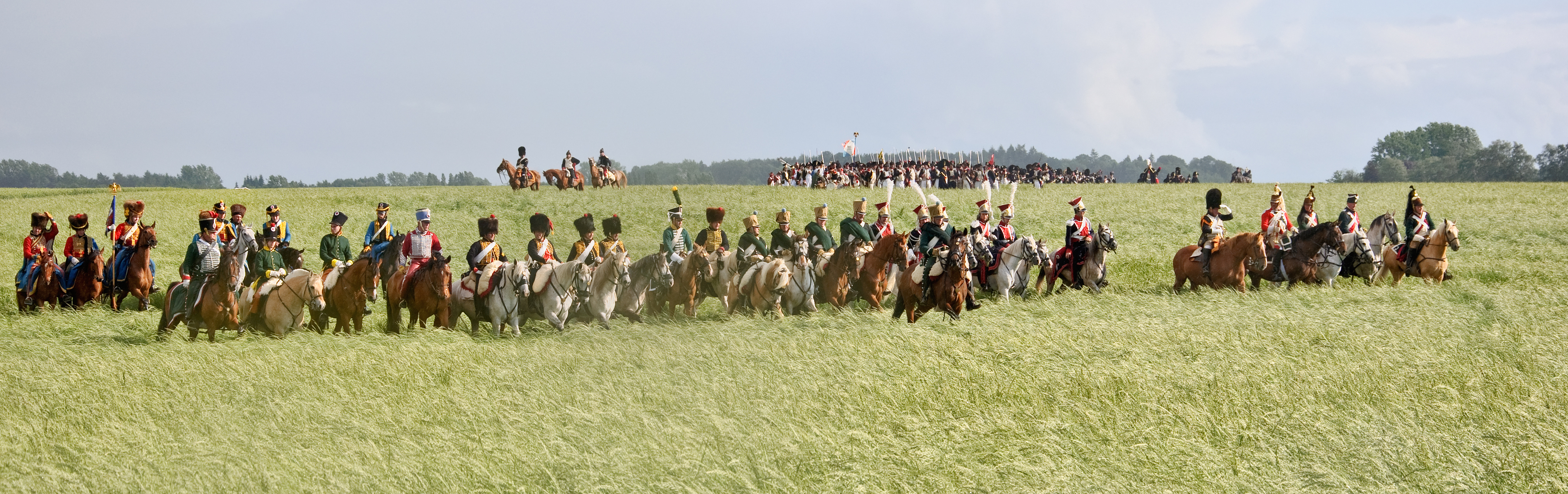
Échantillon de la cavalerie de l'Armée napoléonienne lors d'une reconstitution de la bataille de Waterloo : hussards, chasseurs à cheval, chevau-légers lanciers, grenadiers, dragons.

- Armée de terre ukrainienne

### Armée de terre d'Océanie
- Australian Army
- New Zealand Army